# NGC 7259
NGC 7259 é uma galáxia espiral (Sb) localizada na direcção da constelação de Piscis Austrinus. Possui uma declinação de -28° 57' 16" e uma ascensão recta de 22 horas, 23 minutos e 05,6 segundos.
A galáxia NGC 7259 foi descoberta em 28 de Setembro de 1834 por John Herschel.